# Paul Bessem
Paul Bessem was een fotograaf en Nederlands verzetsstrijder tijdens de Tweede Wereldoorlog.
Bessem werkte en woonde in Amsterdam en sloot zich in de oorlog aan bij de fotografenverzetsgroep "De Ondergedoken Camera". Hij maakte vele foto's van de oorlogsellende in Amsterdam. Na de oorlog maakte hij reizen naar Frankrijk en het Verre Oosten waar hij vooral kunst en volkenkundige onderwerpen fotografeerde.